# قرة بلاغ (بازرغان)
قرة بلاغ هي قرية في مقاطعة ماكو، إيران. عدد سكان هذه القرية هو 97 في سنة 2006.